# Хиландарска повеља Стефана Немање
Хиландарска повеља Стефана Немање је повеља из 1198. или 1199. године, коју је тада већ бивши српски велики жупан Стефан Немања (1166-1196), као монах Симеон, издао светогорском манастиру Хиландару, поводом оснивања те монашке установе. Сачувана је у оригиналу и налази се у ризници манастира Хиландара.
Повеља је у контексту оснивања, односно обнове Хиландара као српског манастира имала изузетан црквени и културно-историјски значај.
У повељи се између осталог наглашава:
| „ | Стога по многој својој и неизмерној милости и човекољубљу дарова нашим прадедовима и нашим дедовима да владају овом земљом српском, и Бог свакојако управљаше на боље људима, не хотећи човечје погибли, и постави ме великога жупана, нареченога у светом крштењу Стефана Немању | ” |

Након оснивачке повеље Стефана Немање, настала је друга Хиландарска повеља, коју је између 1200. и 1202. године или нешто касније, између 1207. и 1208. године истом манастиру доделио његов син и наследник, српски велики жупан Стефан Немањић, потоњи првовенчани краљ. Касније је издато још неколико хиландарских повеља, које су том манастиру додељивали потоњи српски владари и великаши.